# آندره تاردیو
آندره تاردیو (فرانسوی: André Tardieu‎؛ زاده ۲۲ سپتامبر ۱۸۷۶ – درگذشته ۱۵ سپتامبر ۱۹۴۵) یک سیاست‌مدار اهل فرانسه بود.